# Neri di Fioravante
Pour les articles homonymes, voir Fioravanti.
Neri di Fioravante Fioraventi (né à Pistoia à une date inconnue et mort en 1374 à Florence) est un architecte italien de l'école florentine du Trecento.

## Biographie
Malgré le peu d'informations dont on dispose sur sa vie, on attribue à Neri di Fioravante plusieurs chantiers comme celui du Ponte Vecchio (1345), de l'église San Carlo dei Lombardi, d'Orsanmichele, de la basilique Santa Trinita (réfection du dortoir du couvent entre 1360 et 1362) peut-être en collaboration avec d'autres architectes comme Benci di Cione Dami et Francesco Talenti.
Giorgio Vasari (qui attribue le Ponte Vecchio à Taddeo Gaddi), lui attribue l'agrandissement du palais du Bargello, commencé en  peut-être a-t-il collaboré au chantier de Santa Maria del Fiore.

## Sources
- (it) Cet article est partiellement ou en totalité issu de l’article de Wikipédia en italien intitulé « Neri di Fioravante » (voir la liste des auteurs).